# Norrlinia
Norrlinia — рід грибів родини Verrucariaceae. Назва вперше опублікована 1918 року. В цьому роді є один вид - Norrlinia peltigericola.
Цей рід швидко руйнує дерева, але тримається під контролем у Фінляндії та Росії, двох основних країнах, в яких його було зафіксовано.